# Frans Josef I av Liechtenstein
Frans Josef I av Liechtenstein , född 1726, död 1781, var en monark (furste) av Liechtenstein från 1772 till 1781.
Frans Josef I efterträdde sin farbror Josef Wenzel I, som dog barnlös.